# Mojocoya
Villa de Mojocoya, de nombre original San Pedro y San Pablo de Los sauces de Mojocoya, es una localidad y municipio de Bolivia ubicado en la provincia de Zudáñez del departamento de Chuquisaca, al sur del país. La localidad se encuentra a 185 km de la ciudad de Sucre, capital del país.
La localidad fue fundada el año 1584 y el municipio fue creado mediante Ley de 14 de enero de 1941 durante la presidencia de Enrique Peñaranda.
El municipio de Mojocoya es conocido por su pasado prehispánico, debido a que en la zona se desarrolló el complejo cultural mojocoya durante el primer milenio, que destaca por su elaborada alfarería y sus complejas prácticas funerarias.
Mojocoya es un municipio productor de trigo, amaranto, maíz y papa en zona cabecera de valles y de frutales como cítricos, caña de azúcar, papaya, sandía, etc; la patrona del poblado es la santísima virgen Inmaculada Concepción a la que festejan el 8 de diciembre de cada año.

## Geografía
Villa de Mojocoya presenta una variabilidad topográfica, con tres pisos ecológicos; valle, cabecera de valle y sub puna, con alturas desde los 1.000 hasta 3.200 m s. n. m. La topografía es accidentada y diversa, con extensos afloramientos rocosos, farallones y cañadones profundos.
Al norte limita con el departamento de Cochabamba, al este con la provincia de Belisario Boeto, al sur con el municipio de Villa Zudáñez y al oeste con el municipio de Presto.

## Demografía
De acuerdo con el censo boliviano de 2024, la población del municipio de Mojocoya es de 8 971 habitantes.
La población del municipio estuvo sujeta a fluctuaciones significativas entre 1992 y 2024:
| Año  | Habitantes (municipio) | Fuente |
| ---- | ---------------------- | ------ |
| 1992 | 7874                   | Censo  |
| 2001 | 8892                   | Censo  |
| 2012 | 7919                   | Censo  |
| 2024 | 8971                   | Censo  |